# Adobe Font Metrics
Adobe Font Metrics (AFM) ist ein Fontmetrik-Dateiformat der amerikanischen Firma Adobe Inc., das bei der PostScript-Printfunktionsausführung hilft und bestimmte PostScript-Fontformate um allgemeine sowie Font-spezifische Informationen ergänzt. AFM-Dateien werden für gewöhnlich nur unter Unix bzw. in unixähnlichen Umgebungen verwendet.